# ナチス・ドイツの反タバコ運動
ナチス・ドイツの反タバコ運動（ナチス・ドイツのはんタバコうんどう）とは、ドイツ人医師が初めて喫煙と肺癌との関連性を確認して以降、現代医学に準ずる研究として十分に認められるやり方でタバコの害を発見したことを受けてナチス・ドイツ政権が喫煙に対する反対運動を開始したものである。

## 解説
ナチス政権のこの反タバコ運動は近代史における最初の公共禁煙キャンペーンと云われ、反タバコ運動は20世紀初頭から多くの国々に広がったが、ナチス政府から支援をうけたドイツ以外では大きな成功をおさめることはなかった。このドイツでの禁煙運動は1930年代および1940年代初頭における世界でもっとも強力なもので、ナチ党指導部は喫煙を（一部は公然と）非難した。喫煙とその健康に及ぼす影響に関する研究はナチスの指導のもとで進められ、それは当時この類ではもっとも重要なものだった。アドルフ・ヒトラーのタバコ嫌いとナチスの多産政策が禁煙運動を支援する誘因となり、それは人種差別や反ユダヤ主義と関係していた。
ナチスの反タバコキャンペーンでは、トラムやバス、市街電車内での禁煙条例、衛生教育の促進、国防軍におけるタバコの配給制限、兵士への衛生講義の開催、およびタバコ税の増税などが行われた。また、たばこ広告や公共の場での喫煙の制限、レストランや喫茶店での規制も課された。
反タバコ運動はナチス体制初期には充分な効果があがらず、1933年から1939年にかけてはタバコの消費量は増加したが、1939年から1945年にかけて軍関係者の喫煙は減少した。20世紀の終わりに至っても、戦後のドイツにおける禁煙運動は、ナチスの禁煙キャンペーンほどの影響力を持つに至っていない。

## 前兆
ドイツでは1900年代初頭から嫌煙感情が存在した。嫌煙家は国内初の反タバコグループ「Deutscher Tabakgegnerverein zum Schutze der Nichtraucher」（非喫煙者保護のためのドイツ人タバコ反対派協会）を組織した。1904年に創設されたこの組織は短期間だけ存在した。次の反タバコ組織「Bund Deutscher Tabakgegner」（ドイツ人タバコ反対派同盟）は、1910年にボヘミアのトラウテナウで創設された。別の禁煙組織が1912年にハノーファーとドレスデンで設立された。第一次世界大戦後にチェコスロバキアがオーストリア＝ハンガリー帝国から独立すると、1920年に「Bund Deutscher Tabakgegner in der Tschechoslowakei」（チェコスロバキア・ドイツ人タバコ反対派同盟）がプラハで、グラーツでは「Bund Deutscher Tabakgegner in Deutschösterreich」（ドイツ・オーストリア・ドイツ人タバコ反対派同盟）が設立された。
これらのグループは禁煙を奨励する刊行物を出版した。最初のドイツ語での刊行物『Der Tabakgegner』（タバコ反対者）は1912年から1932年にかけてボヘミアの組織から発行された。次いで『Deutsche Tabakgegner』（ドイツのタバコ反対者）が1919年から1935年にかけてドレスデンで発行された。反タバコ組織はアルコール飲料の摂取にも反対した。

## 理由

### ヒトラーの喫煙に対する姿勢

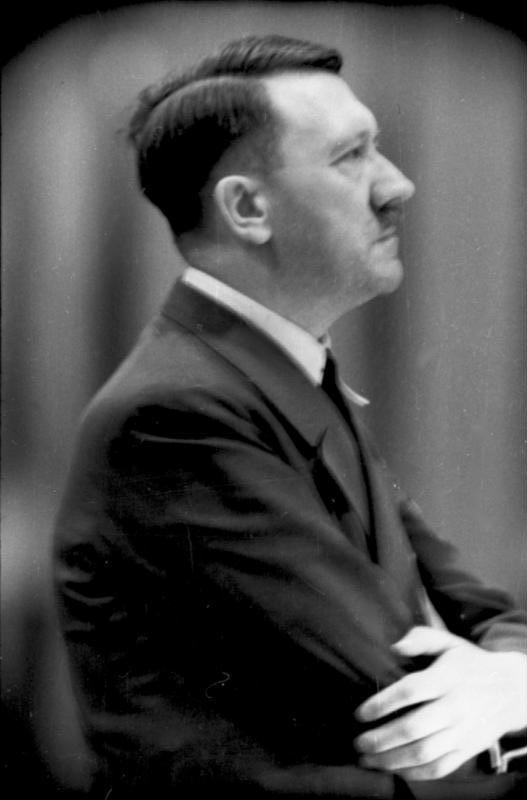
ヒトラーは身近な友人にも禁煙を勧めた。

アドルフ・ヒトラーは元々はヘビースモーカーで、一日25から40本の紙巻きたばこを吸っていたとされたが、それは金の無駄遣いだと考えやめた。後年、ヒトラーは喫煙を「退廃的」、「レッドマンのホワイトマンに対する怒り、強い酒を持ち込んだことへの仕返し」だとみなし、「多くの優れた人々がタバコの害に無感覚である」ことを嘆いた。
彼はエヴァ・ブラウンとマルティン・ボルマンがタバコを吸うことに不満であり、ヘルマン・ゲーリングが公共の場で喫煙することを懸念した。彼は葉巻を吸っているゲーリングの姿を描写した彫像が発注されたときに激怒した。他にもヒトラーの秘書であったクリスタ・シュレーダー等も喫煙者であったが、側近者はヒトラーの居るところでは喫煙しないように心がけていた。ヒトラーはしばしば禁煙を主張した初めての国家指導者だと思われているが、イングランド王ジェームズ1世（スコットランド王ジェームズ6世）が300年の差をつけている。また理由の科学的・非科学的を問わずヒトラー以前にヨーロッパ諸国、アラブ諸国で禁煙政策がとられた。日本でも徳川家康による禁煙令が出された。
ヒトラーは軍関係者の喫煙の自由に反対し、第二次世界大戦中の1942年3月2日に「それは過ちであり、開戦当時からの軍の指導者達に見ることが出来る」と語った。また、「兵士はタバコなしでは生きていけないというのは正しくない」とも言った。彼は戦争が終わったら軍でのタバコの使用を止めさせると約束した。ヒトラーは個人的に身近な友人にタバコを吸わないよう勧め、禁煙した場合に褒美を与えた。しかし、ヒトラーの個人的なタバコ嫌いは禁煙キャンペーンを後押しするいくつかの要素の一つに過ぎなかった。

### 多産政策
ナチスの多産政策は反タバコキャンペーンを奨励する大きな要因だった。喫煙する女性は早老であり身体的魅力に欠けると考えられ、そのような女性はドイツの家庭において妻や母になるには不適当だとみなされた。人種政策局のヴェルナー・フッティクは、喫煙する母親の母乳にはニコチンが含まれると主張し、それは後世の研究により証明された。第三帝国時代の著名な医師マルティン・ステームラーは、妊娠中の女性が喫煙すると高い割合で死産や流産になると述べた。この意見は著名な女性人種改良主義者アグネス・ブラームにも支持され、1936年に出版された彼女の著書でも同じ見解が述べられた。ナチ党指導部はドイツの女性にできるだけ出産させたかったためこれに懸念を抱いた。1943年にドイツで出版された婦人科学雑誌の記事では、一日に3本以上タバコを吸う女性は、吸わない女性に比べ妊娠しない傾向があるとの見解を示した。

## 研究
ナチ政権下のドイツにおける人の健康に対するタバコの影響に関する調査研究は、他の国々のそれよりもずっと進展した。タバコと肺癌の関連性はドイツにおいて初めて証明されたのであり、1950年代にアメリカおよびイギリスの科学者による発見が初めてであるという説は正しくない。受動喫煙（"Passivrauchen"）という言葉を作り出したのもナチス・ドイツである。ナチスによって立ち上げられた研究プロジェクトは、喫煙が健康に多くの悪影響を及ぼすことを解明した。ナチス・ドイツは喫煙の有害性に関する疫学研究を支援した。ヒトラーはイェーナ大学のカール・アステルが所長を務める「タバコの危険性研究のための科学研究所」（Wissenschaftliches Institut zur Erforschung der Tabakgefahren）に個人的な資金援助を行った。
1941年に創設されたこの機関はナチス・ドイツにおけるもっとも影響力のある反タバコ研究所だった。
フランツ・H. ミュラーは1939年に、E. シャイラーは1943年に、初めて喫煙者における肺癌研究に疫学的手法の症例対照を採用した。1939年、ミュラーはドイツの信用ある癌雑誌上で、喫煙者の癌有病率が高いと言う研究結果を発表した。「実験疫学の忘れられた父」と称されるミュラーは、国家社会主義自動車軍団（NSKK）およびナチ党（NSDAP）のメンバーだった。
ミュラーの1939年の医学学位論文は、世界で初めてのタバコと肺癌の関連性についての対照疫学研究だった。肺癌罹患率の増加や多くの原因が粉塵、車の排気ガス、結核、X線、およびの工場から排出された汚染物質などであるとしたこととは別に、ミュラーの論文は、タバコの煙の重要性をよりいっそう表立たせた。
ドイツの医師は、喫煙は心疾患の原因であると気づいており、喫煙がもっとも深刻な結果をもたらすと考えていた。ニコチンの摂取は時々心筋梗塞が国内で増加していることの原因とみなされた。第二次世界大戦末期、研究者は東部戦線でかなりの数の軍関係者が冠状動脈性心不全になっているのは、ニコチンがその要因だと考えた。陸軍の病理学者は前線で心不全になり死亡した32名の若い兵士を調査し、1944年、彼らのすべてが「熱狂的愛煙家」であったと報告書に記録し、また病理学者フランツ・ブフナーの、「タバコは冠状動脈の最大の害毒である」との意見を引用した。

## 方策
ナチスはドイツの一般民衆が喫煙しないよう説得するためにいくつかの広報戦術を利用した。『Gesundes Volk』（健康な国民）、『Volksgesundheit』（国民の健康）、あるいは『Gesundes Leben』（健康な人生）といったよく知られた健康雑誌が記事で喫煙の影響について警告し、タバコの悪影響について書かれたポスターが貼られた。喫煙に反対するメッセージが、しばしばヒトラー・ユーゲントやドイツ女子同盟の協力を得て職場の人々に送られた。ナチスによる禁煙キャンペーンには衛生教育も含まれていた。1939年6月、アルコールおよびタバコの危険対策局が編成され、「Reichsstelle für Rauschgiftbekämpfung」（麻薬対策局）も反タバコキャンペーンを支援した。非喫煙者を擁護する記事が雑誌『Die Genussgifte』（快楽の害毒）、『Auf der Wacht』（見張りに立つ）、および『Reine Luft』（きれいな空気）などに掲載された。これら雑誌の中で、『Reine Luft』が反タバコ運動の中心となっていた。カール・アステルのイェーナ大学タバコの危険性に関する科学研究所は『Reine Luft』を購読し、数百部再版して配布した。
健康に対するタバコの悪影響が認識された後、いくつかの禁煙法が成立した。1930年代後半になると、ますます反タバコ法がナチスによって施行されるようになった。1938年、ドイツ空軍およびライヒスポスト（国営郵便電信事業）に喫煙禁止が課された。喫煙は医療機関だけでなく、一部の官公庁や介護施設においても禁止され、助産師は仕事中の喫煙を制限された。1939年、ナチ党は党施設内での喫煙を全面禁止し、親衛隊長官ハインリヒ・ヒムラーは警察関係者および親衛隊将校の勤務中の喫煙を制限した。喫煙は学校でも禁止された。
1941年、ドイツの16の都市でトラム車内での喫煙が禁止された。防空壕内も禁煙とされたが、いくつかのシェルターは喫煙室を用意していた。特別治療施設では女性の喫煙を防ぐ措置がとられた。ドイツ医師会会長は「ドイツの女性はタバコを吸わない」と宣言した。
第二次大戦中、妊婦、25歳以下、および55歳以上の女性にはタバコの配給券が支給されなかった。サービス業および食品小売業の、女性へのタバコ製品の販売制限が課された。女性向けの反タバコ映画が一般公開され、喫煙の問題と影響について論じた社説が新聞に掲載された。これらの事柄に関して徹底的な方策が取られ、国家社会主義経営細胞組織（NSBO）の一地方局は、公共の場で喫煙した女性は除名すると発表した。反タバコキャンペーンの次のステップは1943年7月に現れ、18歳以下の公共の場での喫煙が禁止された。翌年、ヒトラーは女性の乗客が受動喫煙の被害者になることを恐れ、個人的に主導してバスや市街電車内での喫煙を違法とさせた。
タバコ製品の広告制限にも制限を課し、1941年12月7日に法が制定され、広告協議会会長のハインリヒ・フンケはそれに署名した。喫煙が無害であるかのような、あるいは男らしさの象徴であるかのような広告は禁止された。反タバコ活動家をからかうようなことも禁止され、線路、農村地域、スタジアム、および競争路での広告ポスターの使用は現状維持とされた。ラウドスピーカーおよび郵便による宣伝もまた禁止された。

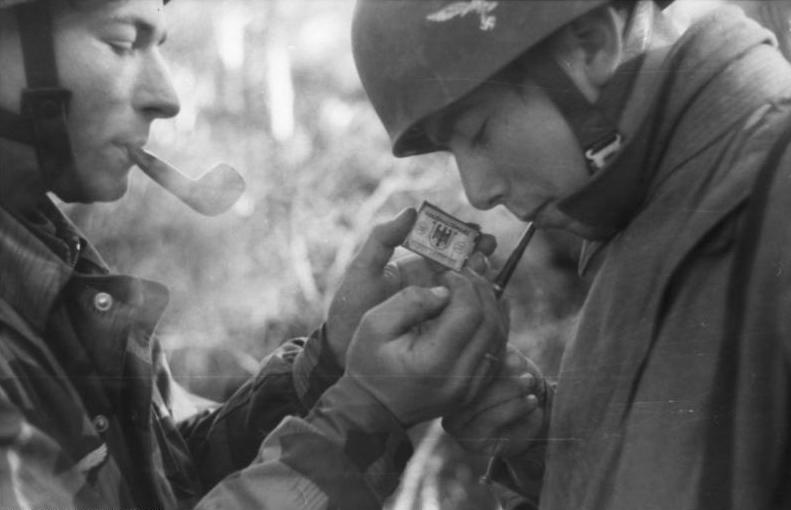
喫煙するドイツ落下傘部隊の兵士(1943年)

喫煙制限は国防軍にも導入された。タバコの配給は兵士一人当たり1日6本に制限された。余ったタバコはしばしば、特に膠着している戦場において兵士間で売買されたが、これらは各兵士1か月あたり50本までに制限された。ヒトラーユーゲントのメンバーで構成された第12SS装甲師団所属の十代の兵士達は、タバコの代わりにキャンディを支給された。国防軍婦人補助要員のタバコの入手は許されなかった。軍関係者に喫煙を止めるよう促す衛生講義が用意された。1941年11月3日、タバコ税を小売価格の約80-95%に引き上げる条例が布告された。これはナチ政権崩壊後25年以上経った時点でももっとも高い上昇だった。

## 有効性
当初反タバコ運動は小規模でその影響力は極めて小さく、初期の禁煙キャンペーンは失敗したと考えられている。1933年から1937年にかけてドイツでのタバコ消費量は急増し、国内の喫煙率の上昇は隣国のフランスより高かった。1932年から1939年の間のフランスでの一人当たりの紙巻きたばこ消費量が年間570本から630本に増えたのに対し、ドイツでは570本から900本に増えた。
ドイツのタバコ製造会社は反タバコキャンペーンを弱体化させるための企てをいくつか行った。彼らは雑誌を創刊し反タバコ運動を「狂信的」、「非科学的」として伝えた。タバコ業界も政府の女性の喫煙を止めるためのキャンペーンに反対し、広告にタバコを吸うモデルを起用しようとした。またタバコと女性が描かれたファッションイラストレーションが『Beyers Mode für Alle』（バイヤー・モード誌）のような有名な出版物に掲載された。ヒット曲『リリー・マルレーン』のカバーアートには歌手ララ・アンデルセンがタバコを持つ姿が採用されている。政府の取締りをよそに、ナチス高級官僚の妻を含む多くの女性が日常的にタバコを吸った。例として、マクダ・ゲッベルスは記者から取材を受けている最中でもタバコを吸っていた。
|          | 年    | 年    | 年    | 年    |
| 1930     | 1935  | 1940  | 1944  |       |
| -------- | ----- | ----- | ----- | ----- |
| ドイツ   | 490   | 510   | 1,022 | 743   |
| アメリカ | 1,485 | 1,564 | 1,976 | 3,039 |

1930年代の終わりと第二次大戦初期にナチスは反タバコ政策をさらに施行し、喫煙率は減少した。国防軍内での反タバコ方策実施の結果として、1939年から1945年の間兵士の総タバコ消費量は減少した。1944年に実施された調査によれば、国防軍内における喫煙者数は増加したが、平均タバコ消費量は開戦直前に比べ23.4%減少した。一日あたり30本以上タバコを吸う喫煙者は、4.4%から0.3%に減少した。
ただしナチの反タバコ政策には矛盾もはらんでいた。例えば、「国民の健康」（Volksgesundheit）および「健康の義務」（Gesundheitspflicht）政策を実施しながら、それと同時にナチスが〔喫煙する〕「資格のある」グループとみなした人々（前線の兵士、ヒトラーユーゲントのメンバーなど）へのタバコの支給も行われた。他方では、「資格のない」あるいは虐げられたグループ（ユダヤ人や戦争捕虜）はタバコの入手が認められなかった。

## 反ユダヤ主義および人種差別主義との関連
国民の健康への懸念は別として、ナチスはイデオロギーによる大きな影響を受け、この運動は特に人種改良および肉体的純潔の概念の影響を受けた。ナチ党指導部は、喫煙は支配民族にとって不適切であり、タバコの消費は「民族の堕落」に等しいと考えた。ナチスはタバコを「遺伝子の毒」とみなした。人種改良主義者は喫煙に反対し、「ドイツ人生殖質」が汚染されることを恐れた。ナチの反タバコ活動家は、しばしばタバコを「アフリカ人変質者の悪習」と表現しようとした。
ナチスはユダヤ人にタバコとその悪影響を持ち込んだ責任があると主張した。ドイツのセブンスデー・アドベンチスト教会は、喫煙はユダヤ人によって広められた不健康な悪習だと発表した。『Nordische Welt』（北欧世界）の編集者ヨハン・フォン・レールスは、1941年、「タバコの危険性に関する科学研究所」の開所式において、「ユダヤ資本主義」には喫煙をヨーロッパ中に広めた責任があると公言した。彼は、最初にドイツ国土にタバコを持ち込んだのはユダヤ人であり、ヨーロッパにおける主要なタバコ草陸揚げ拠点であるアムステルダムのタバコ業界を牛耳っているのだと語った。

## 第二次世界大戦後

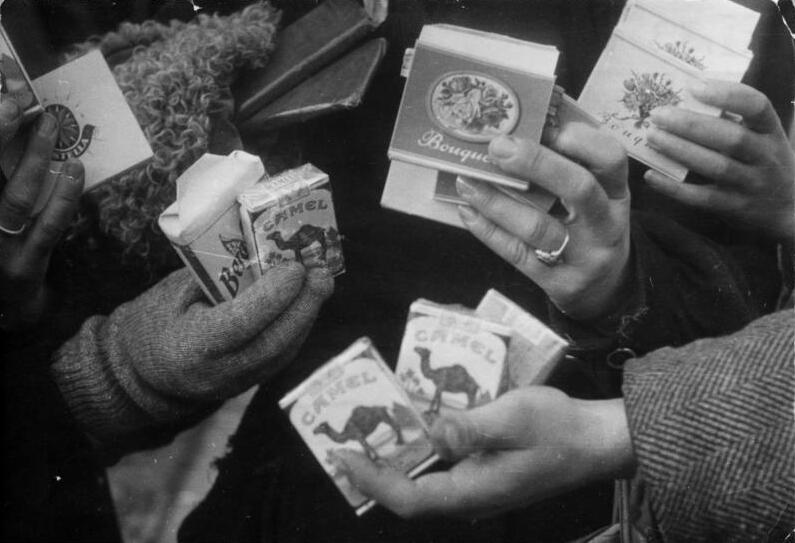
戦後持ち込まれたタバコ(1949年)

ヒトラーは、ベルリンの戦いの末期に総統地下壕で自殺を遂げたが、秘書の一人ゲルダ・クリスティアンの回想によると自殺直後の地下壕は虚無的な雰囲気に包まれると同時にそれまでヒトラーに遠慮していた人々が大っぴらにタバコを吸い始めたと言われている。
第二次世界大戦が終了し、ナチス・ドイツが崩壊した後、アメリカのタバコ製造会社が速やかにドイツの闇市場に進出した。タバコの密輸が一般化し、ナチス禁煙キャンペーンの指導者らは暗殺された。1949年、アメリカでおよそ4億本の紙巻きたばこが製造され、毎月ドイツに不法に持ち込まれた。1954年、20億本のスイスタバコがドイツとイタリアに密輸された。
マーシャル・プランの一環として、アメリカはドイツに無料のタバコを送った。1948年にドイツに送られたタバコの量は24,000トンにのぼり、1949年には69,000トンになった。アメリカ合衆国連邦政府は、この計画に7千万ドルを使い、利益に飢えていたアメリカのタバコ製造会社を大喜びさせた。戦後ドイツにおける一人当たりの年間タバコ消費量は1950年の460本から1953年の1,523本へと着実に増加した。
20世紀末のドイツにおける反タバコキャンペーンは（ナチスの絶頂期だった）1939年～1941年の水準にまで届かず、ドイツのタバコと健康の研究は、ロバート・N・プロクターをして「沈黙した」と言わしめた。